# Littorio (Schiff)
Die Littorio war ein italienisches Schlachtschiff der Littorio-Klasse der Regia Marina im Zweiten Weltkrieg. Littorio ist der italienische Begriff für Liktorenbündel, eine alternative Bezeichnung der Fasces (Pl. von Fascis) von denen der Begriff Faschismus abgeleitet ist. Nach dem Sturz des Faschismus in Italien 1943 wurde die Littorio in Italia umbenannt.

## Geschichte
Die Littorio wurde 1934 auf der Werft Ansaldo in Genua auf Kiel gelegt. Der Stapellauf war am 22. August 1937, die offizielle Indienststellung erfolgte am 6. Mai 1940, kurz bevor Italien auf Seite der Achsenmächte in den Zweiten Weltkrieg eintrat. Einsatzklar war das Schiff erst einige Monate später, da sich die Besatzung noch in Ausbildung befand. Die Schiffe der Littorio-Klasse waren die ersten nach dem Washingtoner Flottenvertrag gebauten Schlachtschiffe, die die im Vertrag festgelegte Maximalgröße von 35.000 ts überschritten.
Am 11. November 1940 wurde die Littorio während des britischen Angriffs auf Tarent von drei Torpedos getroffen und musste im flachen Hafen auf Grund gesetzt werden. Die Bergung und die Reparatur des Schlachtschiffs dauerten vier Monate. Im September 1941 operierte sie gegen einen britischen Malta-Konvoi, es kam jedoch zu keinem Gefecht. Im Dezember 1941 war sie Teil der Eskorte für den italienischen Konvoi M 42, wobei es am 17. Dezember 1941 zu einem kurzen Zusammenstoß mit britischen Einheiten kam, dem Ersten Seegefecht im Golf von Syrte. Danach war die Littorio im Januar 1942 Teil des Geleitschutzes für den Konvoi M 43.
Am 22. März 1942 war sie das Flaggschiff des italienischen Verbandes, der den britischen Malta-Konvoi MW 10 angriff. Im Zweiten Seegefecht im Golf von Syrte gelang es ihr in schwerer See, Treffer auf den britischen Zerstörern Havock, Kingston und Lively zu erzielen. Die schwer beschädigte Kingston gelangte noch bis Malta, wurde aber dort im Dock liegend bei einem Angriff der deutschen Luftwaffe zerstört. Trotzdem gilt die Kingston als eines der wenigen von den Italienern versenkten britischen Schiffe.
Im Juni 1942 nahm die Littorio an den Kämpfen im Verlauf der britischen Konvoioperation Harpoon teil.
Nach dem Sturz des Faschismus und der Verhaftung Mussolinis wurde die Littorio am 30. Juli 1943 in Italia umbenannt. Als Teil der Waffenstillstandsbedingungen sollte sich die italienische Flotte in Malta ergeben. In der Nacht vom 8. auf den 9. September verließen die Schlachtschiffe Roma, Vittorio Veneto und Italia (ehemals Littorio) zusammen mit drei Leichten Kreuzern und acht Zerstörern den Hafen von La Spezia. Da zeitgleich die alliierte Landung bei Salerno stattfand, hatten die Alliierten die Italiener angewiesen, ihre Flotte von diesem Gebiet fernzuhalten, sonst würde die Flotte als feindselig betrachtet und angegriffen werden. Daher nahm der italienische Verband einen Kurs an der Westküste von Korsika entlang. Nachdem die Deutschen von den Absichten der Italiener erfahren hatten, erhielt die Luftwaffe umgehend Anweisung, die italienischen Schiffe anzugreifen. Von Marseille aus starteten daher 15 Bomber des Typs Dornier 217K der III. Gruppe des Kampfgeschwaders 100, bewaffnet mit je einer steuerbaren Bombe des Typs Fritz X. Die Fritz X war eine der ersten Lenkwaffen der Welt und war erst elf Tage vorher, am 29. August, an die Front ausgeliefert worden. Das neuartige Prinzip und die Wirkungsweise dieser Waffe waren sowohl den Alliierten als auch den Italienern völlig unbekannt.
Gegen 15:30 Uhr stießen die Bomber bei Capo Testa an der Küste Sardiniens auf den italienischen Verband und griffen ihn an. Konventionelle Bomben wurden normalerweise in einem Winkel von 80° fast direkt über dem Ziel abgeworfen, der Abwurf der Fritz X erfolgte jedoch in einem Winkel von 60° weit vor dem Ziel, danach flog die Bombe auf das Ziel zu. Da diese neue Waffenart den Italienern vollkommen unbekannt war, deuteten sie den „zu frühen“ Abwurf der Bomben dahingehend, dass die Deutschen sie nicht tatsächlich angreifen, sondern ihnen einen Schuss vor den Bug setzen wollten. Erst kurz vor dem Einschlag der Bomben erkannten sie, dass es sich um einen echten Angriff handelte. Innerhalb von fünf Minuten wurde die Roma zweimal, die Italia einmal getroffen.
Während die Roma explodierte und in zwei Teile zerbrach, was 1255 Mann den Tod brachte, überstand die Italia den Angriff. Die Bombe hatte das Schiff kurz vor dem Turm „A“ getroffen, was zum Eindringen von 800 Tonnen Wasser führte. Das Schiff konnte sich noch nach Malta retten.
Anschließend wurde die Italia zusammen mit ihrem Schwesterschiff Vittorio Veneto für den Rest des Krieges im Großen Bittersee im Sueskanal interniert. Vorschläge, die Schiffe nach der italienischen Kriegserklärung an die Achsenmächte auf Seiten der Alliierten einzusetzen, wurden aus politischen und organisatorischen Gründen abgelehnt.
Nach dem Ende des Krieges wurde die Italia den USA als Reparation zugesprochen, die Amerikaner verzichteten jedoch auf das Schiff. 1948 wurde die Italia in Italien abgewrackt.

## Technik
Das Schiff hatte eine Gesamtlänge von 224 m, eine Breite von 32,82 m und einen Tiefgang von 9,60 m. Die Verdrängung lag zwischen 40.724 t und 45.236 t.

### Antrieb
Die Littorio war mit vier Beluzo Dampfturbinen ausgestattet, die jeweils eine Welle antrieben und insgesamt 128.000 PS (94.144 kW) entwickelten, mit der sie eine Höchstgeschwindigkeit von 30  Knoten (56 km/h) erreichte. Der Dampf wurde von acht Yarrow-Wasserrohrkesseln geliefert. Das Schiff konnte maximal 4.140 t Heizöl mitführen, was ihm bei 16 Knoten (30 km/h) eine Reichweite von  4.580 Seemeilen (8.480 km) ermöglichte. Die Besatzung des Schiffes bestand aus 1830 Offizieren und Mannschaft.